# Small Talk (álbum)
Small Talk es el séptimo y último álbum de estudio del grupo estadounidense Sly & the Family Stone. Fue publicado en julio de 1974 a través de Epic Records.

## Composición
El álbum es más suave y tranquilo que los trabajos anteriores, observó el crítico Alex Stimmel. La prominencia de las cuerdas distingue a Small Talk de las grabaciones anteriores de la banda, y el violinista Sid Page está acreditado como miembro de la banda. Según el crítico Alex Stimmel, la sección de cuerdas se utiliza para “amortiguar el estado de ánimo, aumentar las líneas vocales, crear melodías o hacer sonar riffs que antes estaban reservados para los instrumentos de viento”. Stimmel escribe que este aspecto de la música muestra a Sly Stone como “el productor-genio que era”. Aparte de eso, el álbum tiene un sonido sobrio en comparación con los discos anteriores de la banda. Más de la mitad de las pistas incluyen charlas de estudio, lo que según Stimmel crea “un aire de espontaneidad de las sesiones, como si la cinta estuviera rodando y la banda finalmente estuviera pasándola bien de nuevo”.

## Ilustración y empaque
La portada exterior delantera del lanzamiento en vinilo original muestra una fotografía de Sly Stone, su esposa Kathleen Silva y el bebé Sylvester, Jr. Stone se casó con la modelo y actriz Silva el 5 de junio de 1974, durante una actuación en el Madison Square Garden. La portada interior incluía fotografías, tomadas por Norman Seeff, de los miembros de Sly & the Family Stone.

## Recepción de la crítica
Un escritor no especificado de Record World le otorgó el certificado de “Hit of the Week”, y describió la canción como una “abundantes trozos de funk”. Un escritor no especificado de la revista Cash Box calificó el álbum como “otro triunfo majestuoso” y añadió: “Siempre es un placer escuchar el trabajo de un innovador y Sly mantiene intacta su tradición en este disco. A veces es difícil entender el temperamento de un genio, pero siempre es divertido entrar en él. También lo es este LP”.

## Lista de canciones
Todas las canciones escritas y compuestas por Sylvester “Sly Stone” Stewart, excepto donde esta anotado.
Lado uno
1. «Small Talk» (Stone, Kathleen Silva) – 3:20
2. «Say You Will» – 3:15
3. «Mother Beautiful» – 1:59
4. «Time for Livin'» – 3:15
5. «Can't Strain My Brain» – 4:08

Lado dos
1. «Loose Booty» – 3:44
2. «Holdin' On» – 3:36
3. «Wishful Thinkin'» – 4:23
4. «Better Thee than Me» – 3:34
5. «Livin' While I'm Livin'» – 2:57
6. «This Is Love» – 2:56

## Créditos y personal
Créditos adaptados desde las notas de álbum de Small Talk.
Sly & the Family Stone
- Sly Stone – voces, teclados, guitarra, bajo eléctrico
- Freddie Stone – voces, guitarra
- Rose Stone Banks – voces, teclados
- Cynthia Robinson – trompeta
- Rusty Allen – bajo eléctrico
- Vet Stewart – voces, teclados
- Jerry Martini – saxofón
- Pat Rizzo – flauta, saxofón
- Bill Lordan – batería
- Sid Page – violín

## Posicionamiento
| Gráfica (1974)                            | Pico de posición |
| ----------------------------------------- | ---------------- |
| Canadá (RPM Top Albums)                   | 13               |
| Estados Unidos (Billboard Top LPs & Tape) | 15               |
| Japón (Oricon Albums Chart)               | 200              |

## Certificaciones y ventas
| País                                                     | Certificación | Ventas   |
| -------------------------------------------------------- | ------------- | -------- |
| Estados Unidos (RIAA)                                    | Oro           | 500 000* |
| *cifras de ventas basadas únicamente en la certificación |               |          |